# Seznam zimbabvejskih tenisačev
Seznam zimbabvejskih tenisačev.

## A
- Denise Atzinger

## B
- Byron Black
- Cara Black
- Wayne Black

## D
- Colin Dowdeswell

## F
- Mark Fynn

## G
- Takanyi Garanganga

## L
- Benjamin Lock
- Courtney John Lock

## P
- Andrew Pattison

## T
- Charlene Tsangamwe

## U
- Kevin Ullyett